# 尾島庄太郎
尾島庄太郎（おじま　しょうたろう、1899年〈明治32年〉9月28日 - 1980年〈昭和55年〉3月24日）は、英文学者、早稲田大学名誉教授。

## 人物・来歴
富山県出身。早稲田大学英文科卒。オックスフォード大学卒。早稲田大学助教授、1949年教授。1952年「イギリス文学におけるセルト的要素」(鷲尾 1952)で早大文学博士。1970年定年退任、名誉教授、立正大学教授、明星大学教授。アイルランド文学、イェーツを研究。日本イェイツ協会初代会長。

## 論文
- 尾島, 庄太郎 (1952-08-08). イギリス文学におけるセルト的要素. 早稲田大学. NAID 500000491220. 文学博士学位授与番号[報告番号不明].

## 著作

### 単著
- 『ウイルヤム・バトラ・イエイツ研究』泰文社、1927年6月。 NCID BN05501392。全国書誌番号:46078210。
- 『詩集 薄昏薔薇』泰文社、1928年3月。 NCID BA32563062。全国書誌番号:47016110。
- 『ブレイクとセルト文学思想』尾島庄太郎、1933年11月。 NCID BN11680070。全国書誌番号:47019562。
- 『イェイツ』研究社〈研究社英米文学評伝叢書 81〉、1934年11月。 NCID BN0441698X。全国書誌番号:66013300。
  - 『イェイツ』（復刻版）研究社〈研究社英米文学評伝叢書 81〉、1980年6月。 NCID BN02979121。全国書誌番号:81044559。
- 『英吉利文学と詩的想像 ケルト民族の禀質の展開』北星堂書店、1953年11月。 NCID BN09374457。全国書誌番号:54001824。
- 『英詩文叢攷』大観堂書店、1935年12月。 NCID BN0934481X。全国書誌番号:46079837。
- 『現代アイァランド文学研究』北星堂書店、1956年6月。 NCID BN07183968。全国書誌番号:56012001。
- 『英詩の味わい方』研究社出版、1957年12月。 NCID BN05415519。全国書誌番号:58002056。
- 『イエイツ 人と作品』研究社出版、1961年9月。 NCID BN05697705。全国書誌番号:61011539。
- 『新しい英詩の鑑賞』北星堂書店、1968年11月。 NCID BN07073358。全国書誌番号:68014112。
- 『随筆集 欅の家』北星堂書店、1970年7月。 NCID BN12265904。全国書誌番号:75008771。
- 『叙事詩の研究 象徴と伝統』北星堂書店、1980年6月。 NCID BN02956374。全国書誌番号:80028932。

### 翻訳
- イエイツ『イエイツ詩集』北星堂書店、1958年1月。 NCID BN10329030。全国書誌番号:58003340。
  - イエイツ『イエイツ詩集』（増補版）北星堂書店、1963年3月。 NCID BN12782520。全国書誌番号:64005890。
  - W.B.イェイツ『薔薇 イェイツ詩集』（改訂版）角川書店〈角川文庫〉、1999年1月。 NCID BA43085654。全国書誌番号:99063509。

### 共著
- 尾島庄太郎、鈴木弘『アイルランド文学史』北星堂書店、1977年3月。 NCID BN01419926。全国書誌番号:77034225。
- 金子光晴、尾島庄太郎 著、野中涼 編『イェイツの詩を読む』思潮社、2000年12月。 NCID BA50384859。全国書誌番号:20150474。

## 文書目録
- 高瀬保 編『尾島庄太郎家所蔵文書目録 富山県富山市水橋町大町』尾島庄太郎、1978年2月。 NCID BA51086109。

## 参考
- 「尾島庄太郎教授略年譜」『英文学』第36号、早稲田大学英文学会、1970年3月、131-135頁、NAID 40000204352。